# Colgú mac Faílbe Flaind
Colgú (ou Colcu) mac Faílbe Flaind (mort en 678) était un roi de Munster (en irlandais : Muman), l'un des cinq royaumes d'Irlande. Il appartenait à la famille des Eóganacht Chaisil, une branche du clan des Eóganachta descendant d'Óengus mac Nad Froích (mort en 489), le premier roi chrétien de Muman, par son fils Feidlimid mac Óengusa. 

## Biographie
Il était le fils de Faílbe Flann mac Áedo Duib (mort en 639), qui régna entre 628 et 639. Il succéda à Cathal Cú-cen-máthair mac Cathail, de la branche des Eóganacht Glendamnach comme roi en 665 et régna jusqu'en 678. 
Les annales ne donnent que peu d'indications sur les événements s'étant produits pendant son règne : 
- l'épidémie de peste apparue dans l'ouest de l'île en 664, et appelée Buide Conaill par les Irlandais (la jaune de Conall), continua de sévir jusqu'en 667[3] ;
- un conflit local entre les Uí Fidgenti et leurs voisins orientaux, les Araid, se conclut par une bataille livrée à Áine en 667, où mourut Eógan fils de Crunnmael, roi des Uí Chairpre, l'une des deux familles régnantes des Uí Fidgenti[4] ;
- une neige abondante pendant l'hiver 669-670, qui fut cause d'une grande famine[5] ;
- l'assassinat, entre 667 et 671[6] de Bran le Juste, fils de Maol Octraigh, roi des Déisi[7] ;
- le passage d'une comète dans le ciel à l'automne 677[8].

Il mourut probablement en 678, après un règne de 13 ans. Son seul fils connu portait le nom de Nad Froích. Ce dernier n'exercera jamais la royauté mais un descendant à la cinquième génération de Colgú, Tnúthgal mac Donngaile, devint roi de Muman au début du IXe siècle, ainsi que 5 autres de ses descendants. 

### Dans la fiction
Il est l'un des personnages principaux de la série de romans policiers historiques Sœur Fidelma, écrits par Peter Tremayne, dans lesquels l'héroïne principale, Fidelma, est sa sœur .